# Bredlobad sorgstövslända
Bredlobad sorgstövslända (Peripsocus consobrinus) är en insektsart som beskrevs av John Victor Pearman 1951. Bredlobad sorgstövslända ingår i släktet Peripsocus, och familjen sorgstövsländor. Enligt den finländska rödlistan är arten otillräckligt studerad i Finland. Arten är reproducerande i Sverige. Artens livsmiljö är ruderatmarker, vägrenar och banvallar.